# سجين المرايا
سجين المرايا هي الرواية الأولى للكويتي سعود السنعوسي. صدرت عن الدار العربية للعلوم ناشرون - بيروت.
حازت جائزة الروائية ليلى العثمان لإبداع الشباب في القصة والرواية في دورتها الرابعة 2010.

## نبذة الناشر
في هذا العمل يقترب الراوي من الذات الإنسانية ونوازعها الخفية فيزاوج ببراعة ما بين أطروحات النقد السردي الحديث وتقنيات علم النفس والتحليل النفسي ليصوغ فيه مركباً نقدياً يسعى إلى استكناه قضايا متعددة: الوطن، الآخر المحتل، العقاب والثواب، القيم والمثل، الحزن والوحدة، الذكريات والتداعيات. وهي في مجموعها خطابات أو رسائل يحدد فيها الروائي تصوره لذاته في علاقتها بالكتابة، ومن ثم يجنح إلى الاهتمام بسؤال فعل الكتابة، حيث يبدو الإلحاح على التجريب مطلباً قوياً بما يعنيه ذلك من انكباب على مسألة الذات. حكاية بطلها «أشبه بالفيلم السينمائي الممل، وكانت البطولة المطلقة فيه للحزن الذي صمد حتى النهاية. أما السعادة فهي الطفلة المسكينة التي ظهرت بفستانها الأبيض لدقائق معدودة (...) أما حكايتي، فقد كانت عجينة من حزن وألم ويُتم وحرمان ذُرت بذرات سعادة أقل من أن يكون لها طعماً...». ما يميز العمل تلك الرؤية الواقعية المشوبة باحتمالات الوجدان الرومانسي وأبعاد الحس المأساوي وما يعكسه من مظاهر الضياع والحرمان لواقع الأنا (الفردي) للبطل بقدر ما يحيل على الوجه الآخر للمفارقة متمثلاً في هيمنة الرعب التي فرضتها كواليس غزو الكويت في التسعينات على واقع البطل وفقدانه لوالده «داوود عبد العزيز» الذي قضى شهيداً في الدفاع عن بلاده... من هنا تشتد الحبكة الروائية لدى أديبنا عبر خيوط المشهد العاطفي الموسوم بسمات الممانعة والرفض والتعالي التي توجه سلوك الآخر – المعتدي – في مقابل تضخم إحساس الأنا بالإحباط والتدني إلى درجة اليأس والضمور لدى بطل الرواية. وخصوصاً عند فقدانه لوالدته فيما بعد. «سجين المرايا» هي أكثر من رسائل، أو حكايات تروى من هنا وهناك، إنها حفر في الذاكرة وقراءة تضم ذلك التنوع – الكويتي – بكل زخمه وكواليسه المدهشة، يصوغ فيها السنعوسي إشكالية يتداخل فيها (الاجتماعي – النفسي) مع (الثقافي - المعرفي) لتاريخ بلاده ليبرز ما بين السطور تدافع الأمل واليأس، وفورة الحب الرومانسي في أسمى وأرق صوره والنظر إلى العالم من خلال «عيون القلب» وحدها..

## مقدمة الشاعرة سعدية مفرح
هنا سجين المرايا..
.. وهنا روائي يغالب شجنه الفائض بحنكة المدربين على مقاومة الأحزان باحتمالات المواهب البشرية الرابضة على أطراف البهجة دائما.
يكتب روايته ليصنع منها سجلا للضوء المتضاعف من خلال انكساراته الحادة على اسطح المرايا المتقابلة وجهًا لوجه، فيزيح الظلام بذلك النور المخاتل، ليتحرر سجين المرايا أخيرا بالكتابة والأغاني والمشي في حدائق الزنبق البعيدة.
في «سجين المرايا»، يجعل الروائي الشاب سعود السنعوسي من الكتابة خلاصا ومن الرواية ملاذا ولا ينشغل كثيرا بما سيأتي بل يمضي يقشر شخصياته بصبر وأناة حتى لتبدو أمامنا عارية إلا من حقائقها الإنسانية ونوازعها الخفية، فنستطيع عندها أن نجيب على سؤاله الروائي بتتبع مصائر تلك الشخصيات والاجتهاد في قراءة ملامحها على الورق بكل ما أوتينا من قوة على الفراسة والتخمين.
إنها روايته الأولى، ولعلها حكايته الأولى أيضا، لهذا ربما، يجتهد مستعينا بموهبة كبيرة في الكتابة وقدرة لا بأس بها على التحليل النفسي وجلد على التنقيب فيما وراء الحكايات البسيطة، في ابتكار شكل كتابي خاص به، فلا يتورع عن التجريب من خلال أبسط أشكال القص وأكثرها تعقيدا في الوقت نفسه، فهو يروي الحكاية بصيغة الأنا مع مقدمة وخاتمة موجزتين بصيغة الآخر فيكتمل بهما النص من دون أن يختل الهيكل العام لصيغة الأنا على مدى الرواية بأكملها.
في «سجين المرايا» تتراءى لنا أولا قصة حب مبتسرة وبائسة بتفاصيل صغيرة وذكريات باهتة وتحولات مفصلية في النهاية. وعلى الرغم من أن هذه القصة ذات التداعيات الرومانسية الغضة تستغرق كل مساحة الرواية تقريبا، إلا أنها تبدو هامشية وربما مجرد أرضية ذات لون محايد لتبرز فوقها بوضوح منمنمات اللوحة الحقيقية ذات اللون الأسود لعلاقة الراوي أو ذلك الفتى الغر بوالدته على نحو غريب ومأسوي. ففي حين يبدو مشهد موت الأم مشهدا عابرا في الكتابة، على الرغم من قسوته واكتنازه بالكثير من الوجد والدموع، يتضح لنا مع تداعي الأحداث واقتراب النهايات انه المشهد الرئيس والذي تمحورت حوله كل الحكايات الأخرى من بعيد أو قريب.5
لقد بقيت صورة الأم، التي تشبه في ملامحها صورة المغنية نجاة الصغيرة، جرحا غائرا في أعماق ذلك الفتى المنشغل باكتشاف ذاته من دون أن يدري. وكان الدم يتحرك نافرا من ذلك الجرح القديم كلما لاح في الأفق ما يعكر صفوه النفسي أو يزعزع قناعاته بأقل العبارات وأبسط الصور ولو من خلال أغنية لتلك المغنية الأثيرة على سبيل المثال.
ولأن الأم تتخذ في الرواية صورا شتى لعل اكثرها وضوحا صورة الوطن المغيب خلف ركام متزايد من الشعارات المستهلكة، فهي تحضر بشكل ملتبس في كل الحوارات والأحداث، وتتراءى ملامحها الجميلة لتكون العقاب والثواب، كلما كانت القيم والمثل الوطنية على محك الاختبار الفعلي.
ينصب سعود السنعوسي، بمهارة الروائيين الموهوبين الحريصين على تقديم موهبتهم بهدوء بليغ ولكن بثقة بالنفس أكثر بلاغة، شباكه حول قارئه المحتمل منذ البداية، ليقع ذلك القارئ في المصيدة قانعا من غنيمة القراءة بدهشة متحصلة بأدوات شتى كالكتابة الشعرية والروافد الغنائية والذكريات الصغيرة وأيضا بالكثير من الدموع المالحة والضحكات الساخرة. ومع أنه ينأى بنفسه عن المقاربة الاستدراجية الرائجة للجسد ولذائذه المباشرة الا انه ينجح في التعويض عنه بحيل قصصية ممتعة وعبارات غارقة في الشعرية ومفاجآت كامنة خلف كل حدث.
انها رواية الدراما الفردية المليئة بالشجن الجماعي والوجد المهيمن على كل الأحداث بغض النظر عن أمكنتها وأزمنتها. وهي رواية البحث عن الذات من خلال الآخر، والنظر إلى العالم من خلال عيون القلب وحدها.
في سجين المرايا يفتتح سعود السنعوسي مشروعه الكتابي واسعا على احتمالات مستقبلية كثيرة لكن الأكيد انه قادر على التعامل معها بموهبة واجتهاد وعفوية.. لو اراد.

## وصلات خارجية
- آراء القراء حول رواية سجين المرايا  على موقع أبجد